# Mary Catherine Bateson

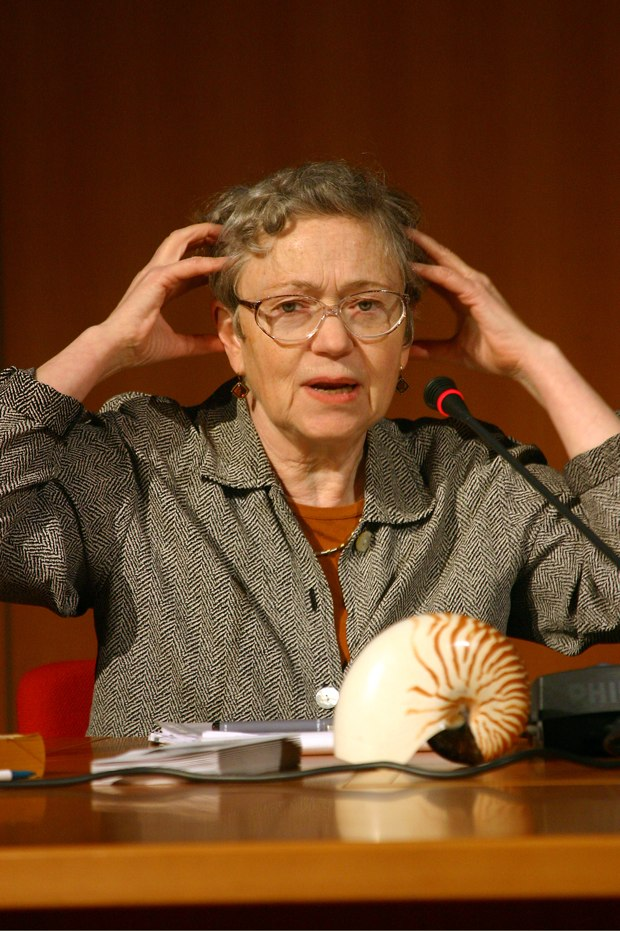
Mary Catherine Bateson (2004)

Mary Catherine Bateson (* 8. Dezember 1939 in New York City; † 2. Januar 2021 in Cambridge, Massachusetts) war eine US-amerikanische Kulturanthropologin.

## Leben
Mary Catherine Bateson wurde am 8. Dezember 1939 in New York als Tochter von Margaret Mead und Gregory Bateson geboren.
Wegen der Trennung ihrer Eltern im Jahre 1947 und deren oftmaliger Abwesenheit wuchs sie in verschiedenen Haushalten bei unterschiedlichen Familien auf. Die wechselvollen Erfahrungen in ihren Jugendjahren weckten ihr Interesse für die Anthropologie und der Beschäftigung mit der Entwicklung neuer Erziehungsmethoden.
Bateson heiratete im Jahr 1960 Barkev Kassarjian, 1969 wurde die gemeinsame Tochter Sevanne Kassarjian geboren.

## Wirken
Batesons Arbeit deckte ein breites Themenspektrum ab, darunter Themen wie interkulturelle Beziehungen, soziales und individuelles Lernen, Lebensmuster von Frauen, das Altern, Familiendynamik, AIDS und die Natur des Wissens. Eine besondere Rolle in ihrer Arbeit kam dabei dem systemischen Denken zu, insbesondere einer hoch entwickelten Form der Kybernetik. In ihrer Arbeit kam zudem ein humanitäres Denken zum Ausdruck, das einen ausgeprägten Respekt für den Einzelnen mit einem Bewusstsein für größere Kräfte verbindet. Sie verfasste im Laufe ihres Lebens zahlreiche Artikel und Bücher und hielt Gastvorträge an der Universität Harvard, der Northeastern University, dem Amherst College und dem Spelman College.
Im Jahr 2004 beendete Bateson ihre Lehrtätigkeit als Professorin für die Fächer Englisch und Anthropologie und war ab 2006 Gastwissenschaftlerin am Sloan Center on Ageing&Work in Boston. Sie war unter anderem Mitglied im Nationalen Zentrum für Atmosphärenforschung in Colorado.
Im Jahr 2010 wurde ihr Buch Composing a Further Life: The Age of Active Wisdom veröffentlicht. Es beschäftigt sich mit „Beiträgen erwachsener Leute, die älteren Leuten Mut zusprechen sollen um den Wandel der Sinne zu schärfen“. Dieses Buch erforscht zudem die Kommunikation zwischen den Generationen und den Veränderungen beim Erleben von Zeit.
Bateson war 30 Jahre lang Präsidentin des Instituts für interkulturelle Studien in New York. Sie setzte sich für den Erhalt der Werke ihrer Eltern sowie deren zahlreicher Kollegen ein. Im Jahre 2011 startete Mary Catherine Bateson eine Vorlesungsreihe am Boston College unter dem Titel Live across differences.

## Berufserfahrungen
In folgenden Einrichtungen arbeitete Bateson:
- Harvard-Universität
- Ateneo de Manila University
- Brandeis Universität
- Northeastern University
- Massachusetts Institute of Technology
- Damavand College (Teheran)
- Amherst College
- Spelman College
- Radcliffe Institute for Advanced Stud
- Harvard Graduate School of Education

## Schriften
- Composing a Further Life: The Age of Active. Wisdom. Alfred A. Knopf, New York 2010, ISBN 978-0-307-26643-9.
- Willing to Learn: Passages of Personal Discovery. Steerforth 2004, ISBN 1-58642-080-1.
- With a Daughter’s Eye: A Memoir of Margaret Mead and Gregory Bateson. HarperCollins US, 2001 New York, ISBN 978-0-06-097573-9.
- Composing a Life. Grove Atlantic Inc. 1989, ISBN 0-452-26505-3.
- Angels Fear: Towards an Epistemology of the Sacred. 1987. Hampton Press, 2005, ISBN 1-57273-594-5.
- Arabic Language Handbook. 1967. 2. Auflage. Georgetown University Press, 2003, ISBN 0-87840-386-8.
- Our own Metaphor: A Personal Account of a Conference on the Effects of Conscious Purpose on Human Adaption. 1972. Hampton Press, 2005, ISBN 1-57273-601-1.
- Peripheral Visions: Learning Along the Way. 1994. Harper Perennial Paperback, 1995, ISBN 0-06-092630-9.